# 浜野昇

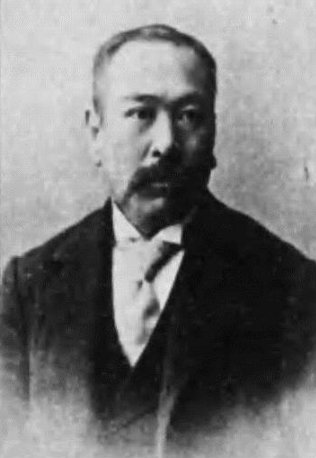
浜野昇

浜野 昇（濱野、はまの のぼる、1854年12月17日（安政元年10月28日） - 1920年（大正9年）2月22日）は、日本の医師、政治家。

## 来歴・人物
下総国印旛郡佐倉町内宮小路（現千葉県佐倉市）出身。成徳書院（現在の千葉県立佐倉高等学校）、順天堂を経て、東京医学校（現在の東京大学医学部。卒業生25名のうちの1人）を卒業。1877年には陸軍軍医として西南戦争に従軍。1883年には招かれて鹿児島県立医学校（現在の鹿児島大学医学部）の校長に就任する。
1890年の第1回衆議院議員総選挙で自由党系として立候補し1位当選、全国300人の議員の中で唯一の医学士の衆議院議員となった(医師としても初めて議員になった人物)。衆議院議員として第一期帝国議会でコッホ肺病療法（結核予防法の前身）を通過させ、北里柴三郎と共に日本医師会および結核予防会の設立に貢献。また千葉県医師会創立に際し会頭に挙げられ在職二十余年。千葉県会議員、同常置委員、佐倉町会議員、印旛郡会議員、同議長、その他、各種衛生委員も歴任した。
養子に台湾総督府の技師として台湾の上下水道インフラ整備に従事した浜野弥四郎がいる。